# Göbel Schickenberges
Göbel Schickenberges oder Gobel van Collen gen. Bruder Göbel (* wahrscheinlich in Köln) war ein Laienbruder des Augustinerchorherrenstifts Böddeken im 16. Jahrhundert und Verfasser einer Chronik.

## Leben und Wirken
Göbel trat um 1501 in das Stift Böddeken ein. Bereits ein Jahr später war er dessen Vogt. Als solcher war er unter anderem für das Erheben der Abgaben von den abhängigen Bauern und die entsprechende Buchführung zuständig. Außerdem setzte ihn das Kloster häufig für besondere Aufträge ein. Im Auftrag der Gemeinschaft reiste er unter anderem nach Köln, Deventer, Göttingen, Braunschweig, Lübeck und Rom.
Aus der Zeit zwischen 1502 und 1543 sind seine Notizen und Berichte erhalten. Göbel schrieb meist in mittelniederdeutscher Sprache. Selten gebrauchte er das Lateinische.
Er berichtete über alltägliche und außergewöhnliche Ereignisse aus seiner näheren Umgebung, er machte aber auch Bemerkungen zum allgemeinen Weltgeschehen. Dabei zeigt sich, in welcher Form etwa die Türkenkriege oder Vorgänge in Frankreich in Westfalen wahrgenommen wurden. Auch über seine Reisen berichtete er. Nicht zuletzt seine Aufzeichnungen über Preise und Handelswaren sind eine bemerkenswerte Quelle zur regionalen Wirtschaftsgeschichte. Die Berichte aus dem Klosterleben geben zudem wichtige Hinweise für das Selbstverständnis insbesondere der Laienbrüder. Auch die Auswirkungen der Reformation auf das Hochstift Paderborn sind Thema Göbels.
Die Chronik Göbels wurde in jahrzehntelanger Arbeit von dem Bielefelder Mediävisten Heinrich Rüthing ediert.